# 人生劇場 (ナショナルゴールデン劇場)
『人生劇場』（じんせいげきじょう）は、1971年10月7日から同年12月30日までNET（現：テレビ朝日）系列の『ナショナルゴールデン劇場』で放送されたテレビドラマ。全13回。
副題に『瓢吉の青春』（ひょうきちのせいしゅん）が付いていた。

## 概要
名作『人生劇場』8回目にして、最後のテレビドラマ化。NETでは1960年に1年間放送された小杉勇主演版以来11年振り。
放送時間は木曜21:00 - 21:56（JST）で、本作より『ナショナルゴールデン劇場』はこの時間枠で放送される。

## 出演者
- 青成瓢吉：石坂浩二
- 青成瓢太郎：森繁久彌
- お袖：大原麗子
- おりん：山本陽子
- 小岸照代：水野久美
- 青成みね：水戸光子
- 吉良常：芦田伸介
- 半助：三木のり平
- 飛車角：天知茂
- おとよ：太地喜和子
- 宮川：横内正
- 山本紀彦
- 三平：石見栄
- 丘部小次郎：横森久
- 吹岡早雄：東野孝彦
- 竹野原丈一：永井智雄
- 大溝白堂：中谷一郎
- 夏村大蔵：小沢弘治
- 豊三：有島一郎
ほか

## スタッフ
- 原作：尾崎士郎（「人生劇場」）
- 脚本：小野田勇
- 演出：大村哲夫